# Estelle Revaz
Estelle Revaz, née le 12 juillet 1989 à Martigny ou à Salvan, est une violoncelliste suisse, originaire du canton du Valais et habitant à Genève.

## Biographie
Estelle Revaz naît le 12 juillet 1989 à Martigny ou à Salvan, dans le canton du Valais, d'une mère cantatrice et d'un père chercheur en littérature classique. Elle a un frère cadet.
Elle vit jusqu'à 10 ans à Salvan, et étudie la musique au Conservatoire de Sion, avant de déménager à Paris avec ses parents. À 16 ans, alors que ses parents rentrent en Suisse, elle reste à Paris pour étudier le violoncelle au Conservatoire national supérieur de musique et de danse, auprès de Jérôme Pernoo, puis déménage à Cologne, où elle rejoint la classe de Maria Kliegel.
Elle gagne son premier prix international à 15 ans. En 2014, elle reçoit une bourse culturelle de la Fondation Leenaards.
En 2015, elle est nommée par le magazine L'Hebdo au Forum des 100, comme l'une des 100 personnalités qui font la Suisse romande.
Elle se dit touchée par la pauvreté, notamment dans le milieu artistique. Estelle Revaz est élue présidente de la faîtière Suisseculture en 2025 (entrée en fonction au premier octobre),.

## Parcours politique
Estelle Revaz fait ses premiers pas en politique à l'occasion des mesures de lutte contre le Covid-19 : interdite de travailler, les artistes dont elle fait partie ne sont initialement pas indemnisés par la Confédération. Elle s'engage pour étendre les indemnisations aux artistes ; elle décide ensuite d'adhérer au Parti socialiste.
Candidate au Conseil national en 2023 dans le canton de Genève, elle est élue avec 19 131 voix. Son élection est une surprise, notamment parce qu'elle est une des rares artistes à siéger à l'Assemblée fédérale, elle serait la première artiste professionnelle à siéger au parlement. Elle rejoint la Commission de la science, de l'éducation et de la culture (CSEC). 
Lors de la session d'été 2024, elle parvient à faire inscrire dans le programme de la législature une « adaptation des régimes d'assurance sociales » visant à améliorer la couverture sociale des acteurs culturels professionnels. Elle voit à la session d'automne 2024 l'adoption de sa première motion, qui vise à reconduire le programme de prévention de la pauvreté et à établir une stratégie nationale contre celle-ci,.

## Ouvrage
- La saltimbanque, Slatkine  (ISBN 978-2-83-211260-1)